# アブデルマーレク・セラール
アブデルマーレク・セラール（アラビア語: عبد المالك سلال, フランス語: Abdelmalek Sellal, 1948年8月1日 - ）は、アルジェリアの政治家。首相を2期務めた（2012年9月3日 - 2014年3月13日、2014年4月29日-2017年5月25日）。

## 経歴
内務大臣（1998年-1999年）、青年・スポーツ大臣（1999年-2001年）、公共事業大臣（2001年-2002年）、運輸大臣（2002年-2004年）、水資源大臣（2004年-2012年）などを歴任した。
セラールはテクノクラートとみなされている。また2004年と2009年のアブデルアジズ・ブーテフリカ大統領の選挙運動に関わり、特に2004年の選挙では選対首脳を務めるなど、ブーテフリカの側近としても知られている。2012年9月3日にブーテフリカより首相に指名された。
2013年1月に発生したアルジェリア人質事件では、電話会談で人命優先の立場から犯人グループ狙撃に反対を要請していた日本の安倍晋三内閣総理大臣やアメリカ合衆国のヒラリー・クリントン国務長官らの意見を反故にし犯人グループの狙撃を強行。結果として多数の犠牲者が出た事から一部マスコミなどから強く批判された。